# Flugplatz Burg Feuerstein

i7
i11
i13
Der Flugplatz Burg Feuerstein (IATA-Code: URD, ICAO-Code: EDQE) ist ein Verkehrslandeplatz in der Nähe der oberfränkischen Stadt Ebermannstadt. Er ist Standort des Landesleistungszentrums für Luftsport in Nordbayern.

## Geografie

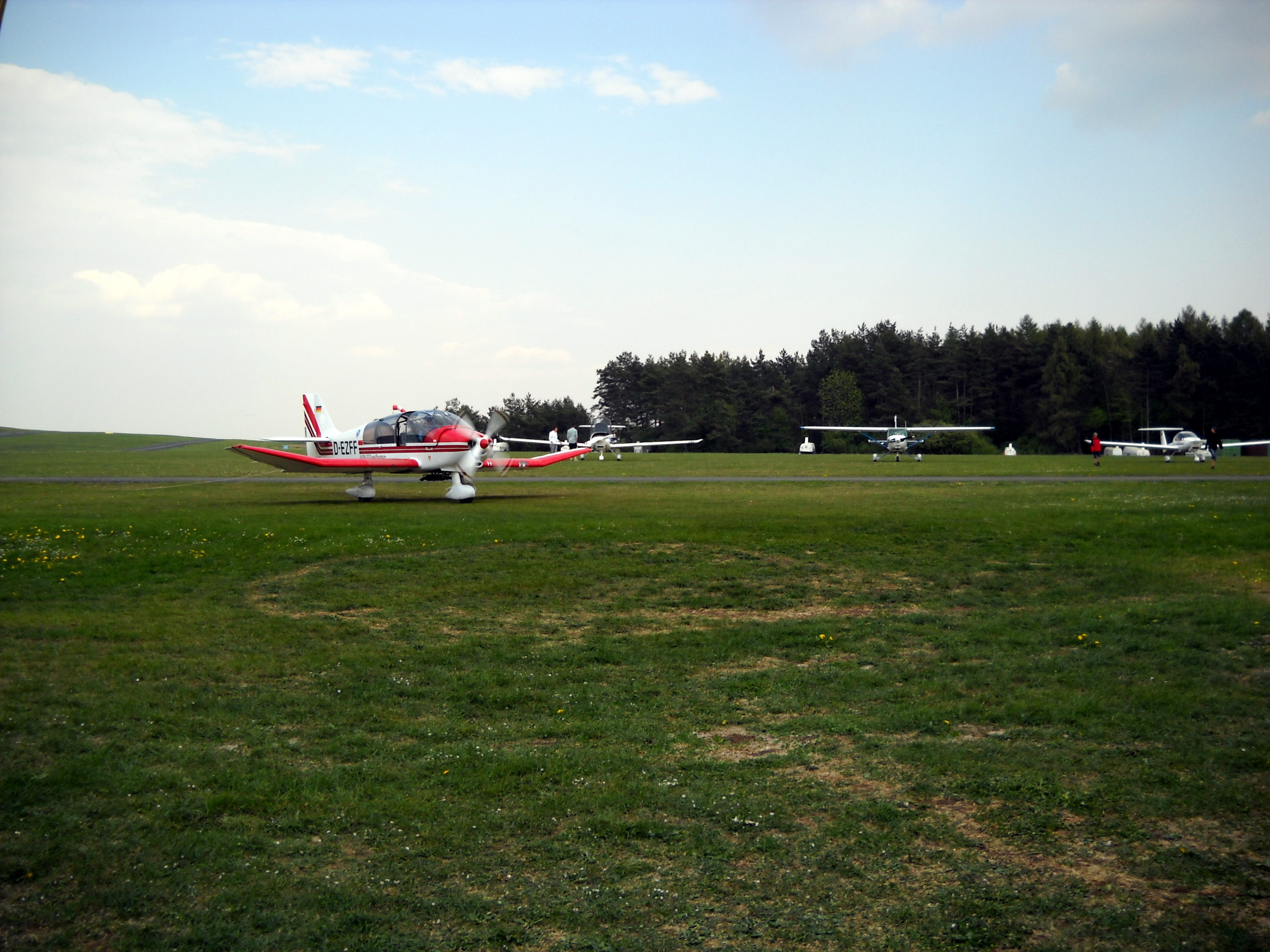
Flugplatz Burg Feuerstein (2011)

Der Flugplatz liegt etwa vier Kilometer nordwestlich des historischen Stadtkernes von Ebermannstadt im Flurstück Mirsberger Höhe. Unmittelbar südlich befindet sich die Sternwarte Feuerstein und zur Sichtflugannäherung dienen sowohl das östlich verlaufende Tal der Wiesent sowie der westlich gelegene Main-Donau-Kanal  als gute Orientierung.
Naturräumlich liegt der Flugplatz auf einem exponierten Plateau rechts ob dem Tal der Regnitz. Östlich steigt das Gelände zu der Fränkischen Schweiz hin auf, westlich fällt es zum Aischgrund ab.

## Flugplatz und Ausstattung
Der Flugplatz ist für Luftfahrzeuge aller Art bis 2000 kg zugelassen und meist von 8:00 bis 16:00 oder spätestens Sonnenuntergang in Betrieb. Der Betreiber ist die Fränkische Fliegerschule Feuerstein e. V.
Es bestehen mehrere Wirtschaftsgebäude, ein Tower (Frequenz 130.780 MHz), vier Hangars und eine Flugplatzgaststätte. Es gibt eine Tankstelle (Avgas, UL91).
Aufgrund der Hindernissituation im Westen sind die betrieblichen Strecken in der Richtung auf 835 m eingekürzt. Daneben gibt es zwei Segelfluggrasbahnen von 300 bzw. 350 m Länge. Die Rollwege sind asphaltiert.

## Zwischenfälle
- Am 19. August 2002 verlor eine Diamond DA20 nach dem Aufsetzen und Durchstarten in geringer Flughöhe an Triebwerkleistung und schlug auf einem Erdwall auf. Ein Flugschüler wurde hierbei schwer verletzt, der Fluglehrer nur leicht, an dem Luftfahrzeug entstand erheblicher Sachschaden.[3]

Im Frühjahr 2021 geschahen gleich vier Flugunfälle innerhalb von nur drei Wochen, zwei Bruchlandungen sowie:
- Am 27. Februar 2021 verlor der Pilot eines Segelflugzeuges beim Landeanflug auf EDQE die Kontrolle und stürzte in Baumwipfel. Das Fluggerät wurde hierbei zerstört, der Pilot nach mehreren Stunden geborgen.[6]
- Am 16. März 2021 ereignete sich ein weiterer schwerer Flugunfall beim Anflug auf den Flugplatz Burg Feuerstein. Das einmotorige Kleinflugzeug D-EDRB vom Typ Cessna 177B Cardinal[7]  stürzte nachmittags auf das Gelände des dortigen Kindergartens, der zu diesem Zeitpunkt bereits unbesetzt war. Der alleinbeteiligte 64-jährige Pilot wurde beim Zerschellen des Flugzeuges tödlich verletzt.[8][9]

## Verkehr
Eine Gemeindestraße erschließt den Flugplatz über die Kreisstraße FO 5 zu der sechs Kilometer westlich verlaufenden Bundesautobahn 73 hin. Der ÖPNV bedient den Flugplatz nicht direkt. Die nächstgelegenen Zustiegsmöglichkeiten bestehen in Ebermannstadt oder in Eggolsheim zu der Bahnstrecke Nürnberg–Bamberg. Dort besteht in den Häfen Eggolsheim auch eine Anbindung an die Binnenschifffahrt.